# S.H.I.E.L.D.
S.H.I.E.L.D. je fiktivní špionážní a protiteroristická agentura, která se objevuje v amerických komiksech vydavatelství Marvel Comics. Byla vytvořena autory Stanem Leem a Jackem Kirbym, poprvé se objevila v komiksu Strange Tales č. 135 (srpen 1965). Často se zabývá paranormálními a nadpřirozenými hrozbami. Předchůdcem této organizace byl útvar Strategic Scientific Reserve (SSR). S.H.I.E.L.D. vedl dlouhou dobu Nick Fury, po němž nastoupil Phil Coulson. Jejím významným protivníkem je kriminální organizace Hydra.
Agentura S.H.I.E.L.D. se objevovala také ve filmech a seriálech v sérii Marvel Cinematic Universe.

## Název
Akronym původně znamenal Supreme Headquarters, International Espionage, Law-Enforcement Division, v roce 1991 byl význam změněn na Strategic Hazard Intervention Espionage Logistics Directorate. V animovaných seriálech a ve filmech a seriálech odehrávajících se ve fikčním světě Marvel Cinematic Universe (MCU) má zkratka S.H.I.E.L.D. význam Strategic Homeland Intervention, Enforcement and Logistics Division.
V českém znění filmu Iron Man (v rámci MCU) byla zkratka organizace počeštěna a přeložena jako ŠTÍT, v dalších filmech MCU již byl původní tvar zachován. V českém znění seriálu Agenti S.H.I.E.L.D. byl akronym S.H.I.E.L.D. vysvětlen jako Strategicko-humanitární intervenční elitní logistická divize.